# 千津美と藤臣君のシリーズ
千津美と藤臣君のシリーズ（ちづみとふじおみくんのシリーズ）は、ひかわきょうこによる日本の一連の漫画作品。1979年2月大増刊号から1985年5月号に、『LaLa』（白泉社）に掲載された。全8話。番外編1話。単行本は花とゆめコミックスから全3巻が、文庫版は白泉社文庫から全2巻が発行された。

## 概要
ドジで頼りない女の子と無口で硬派な彼が、高校生から大学生へと成長していく中で織り成す恋模様を描いた作品。第1話「秋風ゆれて」は作者のデビュー作で、1979年1月10日に発売された『LaLa』2月大増刊号に読み切り作品として発表された。その後、同誌にシリーズ作品を読み切り（一部は連載）で発表。シリーズ名は、主人公たちの名前に由来する。

## あらすじ
ドジな女子高校生・千津美は、校内で無口で硬派な先輩・藤臣と出会い、皆に知られていなかった彼の優しい一面に気づく。体育大会がきっかけで藤臣と付き合い始めた千津美だが、失敗ばかりの自分に落ち込む。しかし、彼に釣り合う自分になりたいと懸命に努力する千津美のひたむきさは、藤臣や彼の周囲の人々を優しく変えていく。藤臣はそんな千津美の長所を認めて優しく見守り、2人の絆は深まっていく。

## 登場人物
志野原 千津美（しのはら ちづみ）
主人公。高校2年生。ドジで要領が悪く、何のとりえもない「ちまちました」女の子。父と母に先立たれ、姉が結婚したため一人暮らしになる。
藤臣 功（ふじおみ こう）
千津美の1年先輩で、剣道部の副部長。けんかが強く無口で、校内の不良からも一目置かれている存在。
藤臣 章（ふじおみ しょう）
功の兄で大学生。長身に栗色の長髪。硬派な弟をからかうのが趣味の軟派な性格。
豪法寺 巽（ごうほうじ たつみ）
千津美のクラスに来た転校生。転校前に1年留年しており、本来は藤臣と同級。けんかが強く、転校前の学校では総番長だった。中学時代、藤臣と張りあっていた。
小室 政一郎（こむろ せいいちろう）
千津美と同じ大学の学生。高校時代は総番長で、他校の藤臣を評判で知る。

## 書誌情報
- ひかわきょうこ 白泉社〈花とゆめコミックス〉
  - 『千津美と藤臣君 春を待つころ ひかわきょうこ傑作集』、1980年6月25日初版発行、ISBN 978-4-592-11644-8[2] - 「エイプリル・マジック」を同時収録。
  - 『千津美と藤臣君 パステル気分』 、1983年1月25日初版発行、ISBN 978-4-592-11683-7[2]
  - 『千津美と藤臣君 銀色絵本』 、1985年6月25日初版発行、ISBN 978-4-592-11741-4[2]

- ひかわきょうこ 白泉社〈白泉社文庫〉
  - 『春を待つころ 千津美と藤臣君のシリーズ1』、2000年6月15日発売、ISBN 978-4-592-88166-7[3] - 「エイプリル・マジック」を同時収録。
  - 『銀色絵本 千津美と藤臣君のシリーズ2』、2000年9月14日発売、ISBN 978-4-592-88167-4[4]